# Pasarón de la Vera
Pour les articles homonymes, voir Pasarón et Vera.
Pasarón de la Vera est une commune de la province de Cáceres dans la communauté autonome d'Estrémadure en Espagne.